# سدره
سدره در زبان اوستایی اصطلاحی برای زیرپوشی است که زرتشتیان می‌پوشند. این زیرپوش در کنار کستی پوشیده می‌شود.
سدره دارای یک جیب کوچک در جلو است که باز نمی‌شود و قرار است اعمال نیک انسان را جمع کند. سدره برای محافظت از پوشنده در برابر اعمال شیطانی پوشیده می‌شود و یک سپر معنوی در برابر شر به حساب می‌آید.